# Lycosa maculata
Lycosa maculata este o specie de păianjeni din genul Lycosa, familia Lycosidae, descrisă de Butt, Anwar și Tahir în anul 2006.
Este endemică în Pakistan. Conform Catalogue of Life specia Lycosa maculata nu are subspecii cunoscute.